# Washdyke Lagoon
Die Washdyke Lagoon ist eine Lagune im Timaru District der Region Canterbury auf der Südinsel von Neuseeland.

## Geographie
Die Washdyke Lagoon befindet sich direkt an der Küste, rund 3 km nördlich des Stadtzentrums von Timaru. Die Wasserfläche der Lagune umfasst rund 20 Hektar. Das Marschland, das die Wasserfläche einfasst, besitzt eine Fläche von ebenfalls rund 20 Hektar. Die Lagune erstreckt sich über eine Länge von rund 1,3 km in Südsüdwest-Nordnordost-Richtung und misst an der breitesten Stelle rund 230 m in Westnordwest-Ostsüdost-Richtung.
Der einzige Zufluss zur Lagune kommt über den von Westen kommenden Washdyke Creek, der in der Mitte der Lagune auf das Gewässer trifft. Die Entwässerung der Washdyke Lagoon findet an ihrem südlichen Ende über einen rund 370 m Abflusskanal zum Pazifischen Ozean statt.

## Geschichte
Die Lagune besaß im Jahr 1881 noch eine Wasserfläche von 235 Hektar. Durch Trockenlegungen und Aufschüttungen sowie durch natürlichen Küstenprozessen hat sich die Wasserfläche der Lagune in den zurückliegenden Jahren bis auf rund 20 Hektar verringert.

## Flora und Fauna
Die flache und durch brackiges Wasser gekennzeichnete Lagune ist durch eine Barriere aus Kiesstrand vom Meer getrennt. Das Feuchtgebiet wird durch Salzwiesen seewärts und Süßwassersümpfen landeinwärts bestimmt, wobei bewachsenen Salzwiesen rund 75 % und die bewachsenen vom Süßwasser geprägten Gebiete 25 % des gesamten Bewuchses ausmachen.
Paul Sagar, ein Wissenschaftler des National Institute of Water and Atmospheric Research stellte in seinem Untersuchungszeitraum von Januar 1966 bis Februar 1972 fest, dass 35 von 45 Vogelarten, die identifiziert werden konnten die Lagune regelmäßig nutzten. In einer Untersuchung, die J. L Benn vom Department of Conservation im Jahr 2010 veröffentlichte, konnte der Wissenschaftler sogar 65 Arten nachweisen, wovon 46 % der Vögel als endemisch eingestuft werden konnten.

## Washdyke Lagoon Wildlife Refuge
Das Washdyke Lagoon Wildlife Refuge, das die gesamte Lagune inklusive des Strands zum Meer und einen Teil des Lands nach Westen hin umfasst, kommt insgesamt auf eine Fläche von rund 106 Hektar. Das Gebiet wurde mit der Veröffentlichung am 22. Mai 2009 in der New Zealand Gazette benannt und als Crown Protected Area unter Schutz gestellt.